# Oxyrrhynchium atrovirens
Oxyrrhynchium atrovirens là một loài Rêu trong họ Brachytheciaceae. Loài này được (Dicks. ex Brid.) Loeske mô tả khoa học đầu tiên năm 1907.